# Загурский, Святослав Борисович
Святосла́в Бори́сович Загу́рский (21 февраля 1946, Ленинград, СССР — 16 августа 2008, Хилверсюм, Нидерланды) — советский и российский виолончелист и педагог.

## Биография
Святослав Борисович Загурский родился в Ленинграде 21 февраля 1946 года.
Его отец, Борис Иванович Загурский (1901—1968), выходец из многодетной белорусской семьи, был чрезвычайно разносторонне одарённым человеком. После Гражданской войны он окончил Петроградскую консерваторию и стал музыковедом (учился у Асафьева), в период 1936—1939 г. был ректором консерватории, затем главой комитета по делам искусств и культуры при исполкоме Ленинграда и Ленинградской области. Долгие годы Б. И. Загурский являлся директором Малого Оперного театра  (Михайловского театра)
Он прекрасно играл на рояле, как и его жена, преподаватель консерватории Эмилия Иосифовна Загурская.
Святослав начал заниматься на виолончели с 6 лет. Это был выбор его отца.
В музыкальной школе-десятилетке, а затем в консерватории у Святослава были замечательные педагоги, воспитавшие целую плеяду выдающихся виолончелистов, многие из которых стали исполнителями международного уровня, — это профессор Э. Г. Фишман, а также профессор А. П. Никитин, у которого С. Загурский окончил аспирантуру.
С. Загурский был лауреатом всесоюзных и международных конкурсов (1972—1975), где среди прочих регалий был награждён призом «Золотая Арфа» от ассоциации современных композиторов как лучший исполнитель музыки И. С. Баха.
После недолгого периода преподавания немногочисленным ученикам (Л. Горохов) в школе-десятилетке при Ленинградской Консерватории и работы в «Ленконцерте» вместе с матерью в конце 1970-х годов на волне официальной эмиграции оказался в Западной Европе.
С 1980 года он жил в Голландии, где занимал должность первого концертмейстера виолончелей в Симфоническом Оркестре Радио и Телевидения Голландии (англ. the Netherlands Radio and Television Symphony Orchestra), а затем «Резиденц-оркестр Residentie Orkest» в Гааге. Работал с такими знаменитыми дирижерами, как Светланов, Ломбард, Ханс Фонк, Ляйнсдорф, Лазарев, Рождественский.
Кроме того, он являлся солистом-виолончелистом Национального Оркестра Бордо во Франции, много гастролировал, принимал участие в различных фестивалях, где выступал как солист, так и в ансамбле со многими прославленными музыкантами, такими, как Ю. Башмет, В. Третьяков, В. Афанасьев и другими.
Начиная с 1997 года, Святослав Борисович посвятил себя преподаванию виолончели студентам Санкт-Петербургской консерватории и совершенствованию её недавних выпускников в молодёжной группе виолончелистов Мариинского театра, работать с которыми музыканта, в качестве профессора-консультанта, пригласил В. А. Гергиев.
После возвращения из Голландии, он начал преподавать в Санкт-Петербургской консерватории с 2004 года, взяв под своё руководство класс, который в основном состоял из нескольких учеников А. П. Никитина, так как маэстро Никитин не успевал из-за огромного количества желающих учиться в его классе, прослушивать и заниматься со всеми учениками. Загурский сразу показал себя как поистине выдающийся педагог, скрупулёзно оттачивая каждую фразу и применяя европейские методы преподавания, а также тренируя элементарную физическую выносливость учеников (так, например, тренируя ученика, заставлял по 3 раза подряд проигрывать без остановки Симфонию-Концерт Прокофьева в медленном и быстром темпах). Принимал учеников во внеурочное время у себя на квартире. Главным для него был результат. Последние годы были омрачены частыми депрессиями, бессонницей, необустроенностью личной жизни и одиночеством в Санкт-Петербурге, что, несомненно, повлияло на скоропостижную кончину великого педагога.
Невозможность продолжать концертную деятельность, работать в оркестрах и гастролировать была вызвана травмой руки, но по воспоминаниям учеников в Санкт-Петербургской консерватории, даже перестав играть, он обладал поистине исполинским размахом исполнения и мощным сольным звучанием, когда брал в руки инструмент, чтобы продемонстрировать музыкальную фразу.
В августе 2008 года, в возрасте 62 лет, Святослав Борисович внезапно скончался в Голландии, в городе Хильверсуме.
Его удивительно умная, индивидуальная интерпретация музыки, глубокий, красивый и сильный звук виолончели навсегда останутся неповторимыми.